# 걸프 전쟁
걸프 전쟁(아랍어: حرب الخليج الثانية, 영어: The Gulf War, 문화어: 만 전쟁)은 미국 주도의 34개국 다국적 연합군 병력에 의해 수행된 전쟁으로 이라크의 쿠웨이트 침공 및 병합에 반대하면서 일어났다. 1990년 8월 2일부터 1991년 1월 17일까지의 기간을 사막 보호 작전 이라고 부르는데 이 기간 동안 미국 정부는 사우디아라비아를 방어하고 다국적 연합군을 편성하였고, 1991년 1월 17일부터 종전까지를 사막의 폭풍 작전이라 불렀고 이 기간이 다국적 연합군의 전투 기간이다.
이라크 군이 1990년 8월 2일 시작한 쿠웨이트 점령은 국제적 비난을 불러 일으켰으며 유엔 안보리에 의해 즉각적인 이라크 제재를 유발했다. 유엔 안보리는 이라크가 1991년 1월 15일까지 쿠웨이트에서 철수하지 않으면 무력 조치를 취하겠다고 발표했다. 미국 대통령인 조지 H. W. 부시는 미군을 사우디아라비아에 배치하고 다른 국가들에게 자국 병력을 보내줄 것을 요청했다. 이에 제2차 세계 대전 이후 편성된 연합군 중 가장 큰 병력을 보유한 군사 동맹이 탄생하였으며, 주도 국가는 영국, 미국, 사우디아라비아, 그리고 이집트였다. 사우디아라비아의 전쟁 비용은 연합군의 군사 비용인 600억 달러 중 360억 달러를 차지하였다.
미국의 네트워크 방송인 CNN 위주로 최전방의 전투가 보도되었다. 전쟁은 사막의 폭풍 작전 기간에 미국 폭격기가 폭격 이미지를 실시간으로 보고하면서 비디오 게임 전쟁이라는 별명을 얻게 되었다.
이라크 군대를 쿠웨이트에서 몰아내려는 첫 충돌은 공중 및 해상 폭격과 함께 1991년 1월 17일에 시작되어 5주 간 지속되었다. 이후 2월 24일 대규모 지상 공격이 이어졌다. 이것은 쿠웨이트에서 이라크 군대를 몰아내고 이라크 영토로 진격한 다국적 연합군에게 있어서 결정적인 승리였다.
이후 연합군은 진격을 멈추고 지상전이 시작된 지 100시간 만에 정전을 선언했다. 공중 및 지상 전투 부대는 이라크, 쿠웨이트, 그리고 사우디아라비아의 일부 지역에 주둔하는 것으로 제한되었다. 전쟁 기간에 이라크 군대는 사우디아라비아에 있는 연합군의 군사 시설 및 이스라엘을 상대로 스커드 미사일을 발사했다. 이 전쟁 이후 이라크와 쿠웨이트의 산업 시설이 완파되었으며, 이라크 정부는 유엔 안보리의 승인 하에 제재를 받았다. 또한 이라크 군대가 쿠웨이트에 있는 정유소를 파괴함으로써 페르시아만이 오염되었다.

## 명칭
이 전투는 페르시아만 전쟁(문화어: 페르샤만 전쟁), 제2차 걸프 전쟁, 쿠웨이트 전쟁, 제1차 이라크 전쟁, 또는 2003년 이라크 전쟁이 이라크 전쟁이라는 용어로 인식되기 전까지 이라크 전쟁 등으로 불리기도 했다.
- 걸프 전쟁은 서구권에서 쓰는 용어로, 미국, 독일, 프랑스 등에서 쓰인다.[43][44]
- 페르시아만 전쟁[45][46]
- 걸프 전쟁 (1990–1991)[47][48]
- 제1차 이라크 전쟁은 2003년 이라크 침공 및 이후의 이라크 전쟁과 구별하기 위해 사용된다.[49]
- 제2차 걸프 전쟁은 이란-이라크 전쟁과 구별하기 위해 사용된다.[50]
- 쿠웨이트 해방(تحرير الكويت) (taḥrīr al-kuwayt)는 쿠웨이트와 사우디아라비아, 바레인, 이집트, 아랍에미리트를 비롯한 다국적 연합군 내의 아랍 국가에서 사용하는 용어이다.
- 모든 전투의 어머니(أم المعارك) (umm al-ma‘ārik)는 사담 후세인이 쓴 용어다.[51]

### 작전명
대부분의 참전국들은 작전명을 다양하게 쓰지만 대부분, 특히 미국은 이 전쟁을 "사막의 폭풍 작전"이라 통칭한다.
- 사막의 방패: 미국이 1990년 8월 2일부터 1991년 1월 16일까지 사우디아라비아의 방어와 미군 군사 기지 설치에 대한 작전명이다.
- 사막의 폭풍 : 1991년 1월 17일부터 1991년 4월 11일까지의 육상전에 대한 미국의 작전명이다.
- 사막의 복지는 1991년 쿠웨이트 해방 이후 미국 부대 및 장비의 귀환에 부여된 작전으로 사막의 고요 작전이라 불리기도 한다.
- 그랜비 작전은 걸프 전쟁 당시 영국군이 수행한 모든 군사 활동을 일컫는 영국의 작전명이다.
- 다게 작전은 걸프 전쟁 당시 프랑스군이 수행한 군사활동을 일컫는 프랑스의 작전명이다.
- 프릭션 작전은 걸프 전쟁 당시 캐나다군의 작전명이다.
- 로쿠스타 작전은 이탈리아 공군의 작전명이다.

## 배경
냉전 시기 동안 이라크는 소련의 전략적 동맹국으로, 미국과 충돌을 일으킨 적이 있었다. 미국은 이스라엘과 팔레스타인의 정치적 관계 및 이집트와 이스라엘의 평화 유지 노력에서 이라크가 이를 승인하지 않자, 이라크와의 관계를 재고해보게 되었다. 미국은 또한 이라크가 아랍 국가 및 팔레스타인에 지원하는 것을 그다지 좋지 않게 여겨 1979년 12월 29일, 이라크가 미국의 테러 지원국 명단에 들어가는 것을 유도했다. 1980년 이란-이라크 전쟁 발발 당시 미국은 공식적으로는 중립을 지켰으나 이라크에 자원, 정치적 지지, 그리고 몇몇 비군사적 항공기를 지원했다. 하지만 1982년 이란은 성공적인 반격을 시작하였고, 미국은 이라크에 대한 지원을 증가시키며 이라크가 이란에 항복하는 것을 방지하고자 했다. 미국에서 이라크와 정치적 관계를 완전히 개선하기 위해 이라크는 미국의 테러 지원국 명단에서 삭제되었다. 이전 미국 국방부 노엘 코치가 "어느 누구도 이라크가 테러와 연관된 덕을 의심하지 않았다"라고 말했듯, 이것은 표면적으로 정권의 기록을 향상시키기 위했던 것이었다. 실제 이유는 이라크군을 이란과의 전쟁에 맞서 승리를 거둘 수 있도록 돕기 위함이었다. 이라크가 어느 정도 승리를 거두기 시작하자, 이란은 7월에 평화 유지를 위한 특사를 보냈고, 이라크로의 무기 판매는 1982년 최고조에 달했다. 이라크 대통령 사담 후세인이 1983년 11월 미국의 요청에 따라 아부 니달을 시리아로 축출하자 로널드 레이건 정부는 도널드 럼즈펠드를 특사로 보내 양국간의 유대감을 증강시키려고 했다. 이러한 상황에서 1987년 5월 17일 미국 함선 USS 스타크가 이라크 전투기 1대에 의해 큰 피해를 입게 되자 양국 관계는 다시 얼어붙었다. 1988년 이란과 이라크 사이에 정전 협약이 체결되자, 이라크는 채무가 늘게 되었고, 자국 내에서 사회적 긴장이 높아지게 되었다. 대부분의 빚은 사우디아라비아와 쿠웨이트에서 꾼 것이었다. 이라크는 양국에 빚을 완화해달라고 부탁했지만 두 국가는 거절했다.

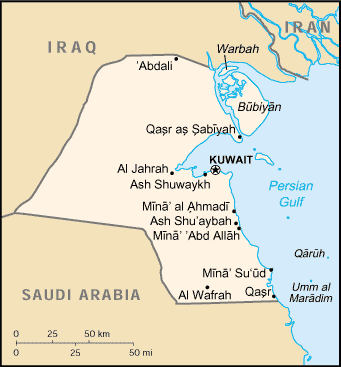
쿠웨이트의 지도

이라크와 쿠웨이트 사이의 분쟁 또한 이라크가 쿠웨이트 영토가 자국 것임을 주장하는 계기가 되었다. 쿠웨이트는 오스만 제국 시기에 바르사 지방의 일부였고, 이라크의 주장으로는 그것이 이라크 영토임을 정당화하게 만들 수 있는 것이었다. 쿠웨이트를 통치하던 왕조인 사바 가문은 1899년 영국에 자신들의 외교 담당을 넘겨주는 보호령 협정을 체결했다. 1922년 영국은 두 국가 사이의 국경선을 그었는데, 이라크가 내륙국이 되는 계기가 되었다. 쿠웨이트는 영토를 조금이라도 더 얻으려는 이라크의 시도를 거부했다.
이라크는 영토 외에도 쿠웨이트가 OPEC에서 자국의 생산 비율을 초과하는 것을 비난했다. 배럴당 18달러의 목표된 가격을 유지하기 위해서는 제제가 필요했지만 아랍에미리트와 쿠웨이트는 석유를 초과생산하고 있었다. 쿠웨이트는 이란-이라크 전쟁 때 이란의 공격으로 발생한 경제적 손실로부터 회복을 꾀하고, 경제적 스캔들의 손실로 인한 채무를 갚기 위해 이러한 행동을 하고 있었다. 결과는 석유 가격의 슬럼프화였다. 석유 가격은 배럴당 10달러로 낮추어졌고, 이는 이라크에게 1년간 70억 달러의 손실을 유발하게 하는 것이었다. 정부의 기초적 비용을 제공하기 위한 수입 소득은 이라크의 파괴된 산업 시설을 방치하고 말았다. 요르단과 이라크 양국 모두 제한을 심화하고자 했으나 성공은 극히 일부 분야에 지나지 않았다. 이라크 정부는 그것을 경제적 전쟁 형식이라고 비유했고, 이라크 루말리아 정유소와 국경을 맞댄 쿠웨이트의 방향 천공 기법을 공격하는 계기가 되었다. 같은 시기에 사담은 이란-이라크 전쟁 기간에 이라크를 지원했던 아랍 국가들과 더욱 강화된 유대감을 찾으려고 했다. 이것은 친서구적인 걸프 연안국이 미국의 영향권 안에서 이라크에 도움을 주고 그 기반을 유지할 수 있을 것이라 믿었던 미국 정부에 의해 지지되었다.
1989년 사우디아라비아와 이라크의 관계는 이란-이라크 전쟁 동안 강화되었고, 이것이 지속되리라고 전망되었다. 상호불간섭 및 불가침 조약이 양국간에 체결되었고, 쿠웨이트 정부의 움 카스르를 석방하라는 요구가 이라크 정부에 의해 거절되었음에도 불구하고 쿠웨이트 지역에 식수 및 농업용수를 제공하겠다는 이라크 정부의 거래가 이어졌다. 사우디아라비아가 지원하는 개발 계획이 이라크 군대 중 20만 명이 해체됨에도 불구하고 이라크 정부의 채무에 의해 방해받았다. 이라크는 또한 이러한 계획들의 성공이 이라크 정부의 채무에 의해 제한되었음에도 불구하고 무기 생산을 늘려 무기 수출국이 되기 위해 노력했다. 결국 이라크 내부에서 OPEC의 통제에 대한 반감이 증대하였다.

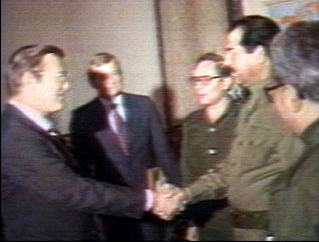
도널드 럼즈펠드 미국 중동 특사가 1983년 12월 19일에서 20일 사이에 사담 후세인을 만나고 있다.

이라크 정부와 이웃 아랍 국가, 특히 이집트 정부와의 관계는 이라크 내에서 국외 거주자에 대한 폭력이 증가함에 따라 격감되었다. 동유럽의 정세가 빠르게 변화하고 있었기 때문에 아랍 세계 외부에서 이 문제는 주목을 크게 받지 못했다. 그러나 미국 정부는 고문을 비롯한 이라크 내부의 인권 문제들을 규탄하였다. 영국 정부 또한 영국 신문 옵서버에서 일하던 기자 파자드 바조프드의 처형을 규탄했다. 이라크에 대항하는 군사 병력을 사용할 시 이스라엘에 화학 무기를 사용하겠다는 사담 후세인의 선언으로, 미국 정부는 이라크 정부에 대한 지원금 일부를 차단하였다. 이스라엘 점령 구역에서 팔레스타인인의 죽음을 불러일으킨 폭동이 발생했을 때 UN의 이스라엘 임무가 미국 정부에 의해 거부당했다. 이는 이라크 정부가 중동 에너지 생산량에 의존하는 미국 정부의 중동 외교 정책에 대해 회의감을 품게 만들었다.
1990년 7월 초, 이라크 정부는 쿠웨이트 정부의 정책 및 행동들에 대해 불평을 토로했다. 대표적인 사례가 OPEC에서 쿠웨이트의 할당량을 지키지 않는 것에 대한 이라크 정부의 불만이었다. 이후 이라크 정부는 공공연하게 군사적 행동을 취할 것이라고 쿠웨이트 정부에 협박했다. 7월 23일, CIA에서 이라크가 3만 명의 군대를 이라크-쿠웨이트 국경으로 옮겼다고 보고했으며, 페르시아 만에 있는 미국 해군 함대는 경고 상황에 놓였다고 말했다. 사담 후세인은 반이라크 음모가 계획되고 있다고 믿었다. 쿠웨이트 정부는 이란 정부와 대화하기 시작했으며, 이라크의 숙적이었던 시리아의 대통령 또한 이집트를 방문했다. 이라크 국방부의 보고서에 따르면 시리아 정부가 이라크에 대해 곧 실질적인 공격을 가할 것임이 밝혀졌다. 사담 후세인은 즉각적으로 시리아의 정부 기관을 합병하기 위한 자금을 마련하고 궁극적인 공습을 막기 위한 방해 공작도 펼칠려고 했다. 1990년 7월 15일에는 사담 후세인 정부가 아랍 연맹에 선언을 발표했다. 거기에는 쿠웨이트 정부가 계속해서 루마일라 정유소를 사용하고 있다는 것, UAE와 쿠웨이트에서 빌린 채무는 아랍 형제들에게 빌린 것이므로 채무가 아니라는 것 등이 포함되어 있었다. 사담 후세인은 "몇몇 아랍 지도자들의 정책들은 미국의 것이다... 그들은 아랍의 이익과 안보를 무시하는 미국에 의해 고무되어 있다"고 말하며 쿠웨이트와 아랍에미리트에 협박을 가했다." 미국 정부는 이러한 위협에 대처하기 위해 공중 급유기와 전함들을 페르시아 만에 배치했다. 사우디아라비아의 제다에서 이집트 대통령 호스니 무바라크의 주최로 열린 아랍 연맹의 중재적 회담이 7월 31일 개최되었다. 이것은 무바라크가 평화적인 진전 상황이 설립되리가고 기대하게 만들었다.
한편 7월 25일, 사담 후세인은 이라크 주재 미국 대사관인 에이프럴 글래스피를 바그다드에서 만났다. 이라크의 지도자는 쿠웨이트 및 아랍에미리트와 관련된 미국 정부의 정책을 비판했다.
"그래서 미국 정부가 그들의 친구들을 지켜준다는 것은 무엇을 의미하는 것이오? 그것은 오직 이라크에 대한 편견을 의미하오. 이런 자세는 또한 아랍에미리트와 쿠웨이트 정부가 이라크의 권리를 무시하도록 조장하는 행동과 진술을 덧붙이는 것이오. 당신들이 우리를 압박한다면, 우리도 압력과 군대를 사용할 것이오, 우리는 우리가 당신들을 협박하지 않는다 할지라도 당신들이 우리를 다치게 할 수 있다는 것을 알고 있소. 그러나 우리들은 당신들을 해칠 수 없소. 그들의 능력 및 규모에 따라 모든 이들은 누군가를 해칠 수 있소.... 우리는 미국을 적으로 삼고 싶지 않소. 우리는 미국을 우리가 친구가 되고 싶어하는 곳과 친구가 되려고 노력하는 곳으로 삼고 있소. 그러나 작년에 반복되었던 미국 정부의 진술은 미국 정부가 우리를 친구로 삼지 않고 있다는 것을 명백하게 보여주었소."
글래스피가 답했다.
"저는 당신이 자금이 필요하다는 것을 압니다. 우리는 그것을 이해하고 있으며, 우리의 의견은 당신이 당신의 국가를 재건하기 위한 기회가 필요하다는 것입니다. 그러나 우리는 쿠웨이트와의 국경 불합치와 같은 아랍 국가간의 분쟁에는 아무런 의견이 없습니다... 솔직히, 우리는 오직 당신이 대규모의 군대를 남쪽으로 배치하였다는 것을 볼 수 있었습니다. 일반적으로 그것은 우리의 사업 중 어떠한 것도 될 수 없습니다. 그러나 이것이 당신의 국가적인 날에 당신이 말한 것이라는 문맥 속에서 발생하는 것이라면...., 그래서 우리가 아랍에미리트와 쿠웨이트 정부가 수행한 방법들이 마지막 분석을 통해 이라크에 대항하는 군사적 공격과 별개라는 이라크 정부의 관점을 보았을 때, 그제서야 저는 그것이 합당하다는 것을 알 수 있을 것입니다."
사담 후세인은 그가 쿠웨이트와 일말의 협상이라도 할 시도가 있다고 말했으나 이라크는 "죽음을 받아들일 수 없다"고 말하기도 했다. 글레스피의 개인적 의견에 대해서, 그녀는 쿠웨이트와 이라크 사이의 중요한 국경을 언급했다. 그리고 그녀는 20년 전부터 쿠웨이트에서 일해왔다. 글래스피도 비슷하게 전쟁이 임박하지 않았다고 믿었다.

## 쿠웨이트 침공

### 침공
제다 회담에서 이라크는 루말리아 유전지대에서 자신들에게 발생한 손실분에 대한 100억 달러의 배상을 쿠웨이트에 요구했다. 그러나, 쿠웨이트는 5억 달러 이상은 지불할 수 없다는 안을 고수했다. 이에 대해 이라크는 크게 반발하며 침공 위협과 무력시위를 벌였다. 그럼에도 불구하고 쿠웨이트 측에서는 군인들이 휴가를 떠나는 등 특별한 조치를 취하지 않았다. 이런 사실을 잘 알고 있었던 이라크는 1990년 8월 2일 새벽에 공화국수비대를 주축으로 하는 30만명의 병사를 동원하여 전격적으로 쿠웨이트 침공을 개시했다.

### 군사력 비교
1990년 당시 쿠웨이트 육군의 규모는 16,000명 정도로 추산되며 이들은 기계화보병, 포병 여단, 그리고 나머지 1개의 군대로 구성되어 있었다. 공군 병력은 2,200명의 쿠웨이트인 부대와 80대의 항공기, 그리고 40대의 헬리콥터로 구성되어 있었다.
이란-이라크 전쟁이 끝난 후인 1988년에 이라크는 세계에서 4번째로 큰 규모의 군사력을 보유하고 있었다. 이들은 955,000명의 상비군과 650,000명의 예비군을 보유하고 있었다. 존 차일드와 앙드레 콜비져에 따르면 이라크 군은 4,500대의 전차와 484대의 전투기, 232대의 전투용 헬리콥터를 배치할 수 있었다. 미첼 나이트스에 따르면 이라크 군은 백만 명의 군대와 850,000명의 예비군, 5,500대의 전차와 3,000문의 대포, 700대의 전투기와 그와 동일한 수의 헬리콥터를 배치할 수 있었으며, 53개 사단, 20개의 특수여단, 그리고 몇몇 지역군과 강력한 방공망을 보유하고 있었다.

## 사막의 폭풍 작전

사막의 폭풍 작전 전개도

1991년 1월 17일 ‘사막의 폭풍’ 작전 명령(Operation Desert Storm)이 개시되었다. 미국 공군의 EC-130H 전자자원기가 이라크군 통신을 방해하였고 17일 드디어 본격적으로 이라크와 쿠웨이트에 공습이 개시되었다. 당시 이라크 전투기는 거의 폭격으로 출격하지 못했으며 설사 출격하더라도 대부분 다국적군의 F-16과 F-18, F-15E에게 상대가 되지 않았다. 5,000대가 넘는 전차는 불능이 되었으며 이라크는 간간이 이스라엘을 항해 스커드 미사일을 발사하였으나, 대부분 미국이 제공한 최신형 패트리어트 요격 미사일에 의해 격추되었다. 당시 40일에 가까운 포격으로 쑥대밭이 되어 있었다. 그리고 2월 24일, 다국적군은 대규모 지상군을 항공기 호위하에 진격시켰다. 이라크군 전차는 다국적군의 미국제 M1A1 전차나 영국제 챌린저 1 전차에 상대가 되지 못했다. 부시 대통령이 전쟁 발발 42일만에 전투를 중지하면서 전쟁은 끝이 났다. 1990년 프랑스 툴롱항에 정박해 있는 만재배수량 33,000톤의 클레망소 항공모함이 승무원 1,000여명, 40대의 헬기, 4대의 브레게 알리즈 프로펠러기를 탑재하고 걸프전을 위해 출항하였다. 6대의 퓨마 전투용 헬기와 60명의 기술진이 툴롱항으로 이동했다.

## 같이 보기
- 걸프 전쟁 전투 서열
- 이라크 전쟁
- 이란-이라크 전쟁
- 걸프 전쟁의 다국적 연합군